# Nekrolog 2. Quartal 1925
Nekrolog
◄◄
| ◄
| 1921
| 1922
| 1923
| 1924
| 1925 | 1926 | 1927 | 1928 | 1929 | ► | ►►
1. Quartal |
2. Quartal |
3. Quartal |
4. Quartal 1925
Weitere Ereignisse | Allgemeiner Nekrolog 1925
Die Beschreibung der verstorbenen Person sollte so kurz wie möglich gehalten sein und nur deren signifikante Tätigkeit(en) enthalten.
Neue Namen ggf. auch unter dem Geburts- und Sterbedatum, also etwa unter 1. Januar und im Geburts- und Sterbejahr (2024) eintragen (nur bei entsprechender großer Wichtigkeit). Für Beispiele siehe die schon vorhandenen Artikel.
Außerdem über die fünf zuletzt Verstorbenen, zu denen es einen ausreichend guten Artikel für eine Präsentation auf der Hauptseite gibt, nach der todesbedingten Überarbeitung der Artikel ggf. auch unter Wikipedia Diskussion:Hauptseite informieren und sie am besten auch in den anderen Wikipedia-Sprachversionen eintragen. Tipp: Regelmäßig bei news.google.de nach „ist tot“, „gestorben“ oder „verstorben“ suchen.
Wenn eine Person gestorben ist, gibt es viele Seiten zu dieser Person in der Wikipedia, die davon auch betroffen sind und entsprechend aktualisiert werden müssen. Beispiele: Namenübersichtsseite, Geburtsjahr, Geburtsort-Seiten und viele mehr.
Wie finde ich die betroffenen Seiten?
Im Suchfeld auf der linken Seite gibt man den Suchbegriff so ein: „Vorname Nachname“. Dann klickt man auf Volltext und alle Seiten mit entsprechendem Suchtext werden aufgerufen. Hier sieht man dann schnell, wo auch das Todesjahr Sinn macht oder sogar ein Teil des Artikels angepasst werden muss. Auch hilft das „Werkzeug“ auf der linken Seite sehr gut, um solche Seiten aufzufinden: „Links auf diese Seite“. Somit ist die Wikipedia wieder aktuell in allen Bereichen! Hinweis: bei Eintragung der Kategorie „Gestorben JAHR“ wird der Missbrauchsfilter 49 ausgelöst, was jedoch nicht schlimm ist. Siehe: Spezial:Missbrauchsfilter/49
Dies ist eine Liste von im zweiten Quartal 1925 verstorbenen bekannten Persönlichkeiten. Die Einträge erfolgen innerhalb der einzelnen Daten alphabetisch sortiert. Tiere sind im Nekrolog für Tiere zu finden.

## April
| Tag       | Name                                      | Beruf, bekannt als                                                   | Alter | Beleg |
| --------- | ----------------------------------------- | -------------------------------------------------------------------- | ----- | ----- |
| 1. April  | Otto Flecken                              | deutscher Landschaftsmaler und Plakatkünstler                        | 64    |       |
| 1. April  | Lars Jørgen Madsen                        | dänischer Sportschütze                                               | 53    |       |
| 1. April  | Luigi Pigorini                            | italienischer Paläoethnologe und Senator                             | 83    |       |
| 2. April  | Eduard von Grützner                       | deutscher Genremaler                                                 | 78    |       |
| 2. April  | Giacomo Lumbroso                          | italienischer Ägyptologe und Papyrologe                              | 80    |       |
| 2. April  | Joseph Rea Reed                           | US-amerikanischer Jurist und Politiker                               | 90    |       |
| 2. April  | Mauro Serafini                            | Mönch                                                                | 65    |       |
| 2. April  | Gustav Verclas                            | deutscher Schlossermeister, Erfinder und Stifter                     | 71    |       |
| 3. April  | Francesco Cetti                           | norwegischer Schausteller, Hungerkünstler und Ballonfahrer           | 64    |       |
| 3. April  | Jean de Reszke                            | polnischer Tenor                                                     | 75    |       |
| 3. April  | Wilhelm Schelter                          | deutscher Schmied und Politiker                                      | 43    |       |
| 3. April  | Christian August Vogler                   | deutscher Hochschulrektor, Geheimer Regierungsrat                    | 83    |       |
| 4. April  | W. W. Rouse Ball                          | englischer Mathematiker                                              | 74    |       |
| 4. April  | Rudolf Sieger                             | deutscher Maler                                                      | 57    |       |
| 4. April  | Peter Woltze                              | deutscher Maler                                                      | 65    |       |
| 5. April  | Max Elb                                   | deutscher Unternehmer                                                | 73    |       |
| 5. April  | Liborius Gerstenberger                    | deutscher Geistlicher und Politiker, MdR                             | 60    |       |
| 5. April  | Henry A. Houston                          | US-amerikanischer Politiker                                          | 77    |       |
| 5. April  | Mohammed Ali Schah                        | Schah von Persien                                                    | 52    |       |
| 6. April  | Theodor Bitterauf                         | deutscher Historiker und Hochschullehrer                             | 48    |       |
| 6. April  | Marie von Frisch                          | österreichische Autorin                                              | 80    |       |
| 6. April  | Guido Mentasti                            | italienischer Motorradrennfahrer                                     |       |       |
| 6. April  | Ernst von Mirbach                         | preußischer Generalleutnant und Hofbeamter                           | 80    |       |
| 6. April  | Gustav von Scheele                        | deutscher Verwaltungsbeamter                                         | 80    |       |
| 7. April  | Albert Bittinger                          | deutscher Reichsgerichtsrat                                          | 56    |       |
| 7. April  | Townshend Stith Brandegee                 | US-amerikanischer Botaniker                                          | 82    |       |
| 7. April  | Gerhard Gran                              | norwegischer Literaturhistoriker                                     | 68    |       |
| 7. April  | Carl Solling                              | deutscher Bankier, Konsul von Mexiko                                 |       |       |
| 7. April  | Tichon                                    | Patriarch der Russisch-Orthodoxen Kirche                             | 60    |       |
| 8. April  | Mehmed Memduh                             | osmanischer Beamter und Historiker                                   |       |       |
| 8. April  | Karl von Pflanzer-Baltin                  | österreichischer General                                             | 69    |       |
| 9. April  | Paul Althaus der Ältere                   | deutscher evangelischer Theologe                                     | 63    |       |
| 9. April  | Fritz Baedeker                            | deutscher Verleger                                                   | 80    |       |
| 9. April  | Andrea Carlo Lucchesi                     | britisch-italienischer Bildhauer                                     | 65    |       |
| 9. April  | Johannes Mayerhofer                       | österreichischer Künstler und Autor                                  | 65    |       |
| 9. April  | Eugen Wöhrle                              | deutscher Kirchenmusiker                                             | 71    |       |
| 10. April | Josef Bogendorfer                         | österreichischer Abgeordneter zum Abgeordnetenhaus                   | 67    |       |
| 11. April | Lewis D. Apsley                           | US-amerikanischer Politiker                                          | 72    |       |
| 11. April | Maximilian von Braumüller                 | preußischer Generalleutnant                                          | 79    |       |
| 11. April | Hermann Paasche                           | deutscher Statistiker und Politiker, MdR                             | 74    |       |
| 11. April | Ernst Pöhner                              | Polizeipräsident von München                                         | 55    |       |
| 11. April | Jan Styka                                 | polnischer Maler                                                     | 67    |       |
| 11. April | Simon von Wimpffen                        | österreichischer Adliger und Unternehmer                             | 57    |       |
| 12. April | Jean Depassio                             | französischer Sportschütze                                           | 69    |       |
| 12. April | Georg Ebeling                             | deutscher Pionier der deutschen Kalisalzindustrie                    | 71    |       |
| 12. April | William E. Glasscock                      | US-amerikanischer Politiker                                          | 62    |       |
| 12. April | Johannes Lehmann-Hohenberg                | deutscher Geologe, Gesellschafts- und Justizkritiker                 | 74    |       |
| 12. April | Nikolaus Schalkenbach                     | Elektrotechniker und Pionier im Bereich der Elektrizität             | 76    |       |
| 13. April | Elwood Haynes                             | US-amerikanischer Automobilpionier und Unternehmer                   | 67    |       |
| 13. April | Joseph Krautwald von Annau                | österreichischer General im Ersten Weltkrieg                         | 66    |       |
| 13. April | Wilhelm Mayer                             | deutscher Jurist und Schriftsteller                                  | 61    |       |
| 13. April | Heinrich Wallau                           | deutscher Drucker und Kunstliebhaber                                 | 72    |       |
| 13. April | Anna von Welck                            | Äbtissin des Klosters Drübeck                                        | 59    |       |
| 13. April | Marzel von Zoltowski                      | polnisch-deutscher Rittergutsbesitzer und Politiker, MdR             | 74    |       |
| 14. April | Paquita Bernardo                          | argentinische Tangokomponistin, Bandoneonistin und Bandleaderin      | 24    |       |
| 14. April | August Engelbrecht                        | österreichischer Klassischer Philologe                               | 64    |       |
| 14. April | Cibranlı Halit Bey                        | kurdischer Führer                                                    |       |       |
| 14. April | Carlo Marangoni                           | italienischer Physiker                                               | 84    |       |
| 14. April | Emily Mary Osborn                         | englische Genre- und Porträtmalerin                                  |       |       |
| 14. April | Augusto Rivalta                           | italienischer Bildhauer                                              | 90    |       |
| 14. April | John Singer Sargent                       | US-amerikanischer Maler                                              | 69    |       |
| 14. April | Georg Schachinger                         | österreichischer Politiker                                           | 81    |       |
| 14. April | Yusuf Ziya Bey                            | kurdischer und türkischer Politiker                                  |       |       |
| 15. April | David Talbot Day                          | US-amerikanischer Chemiker und Geologe                               | 65    |       |
| 15. April | August Endell                             | deutscher Architekt des Jugendstils                                  | 54    |       |
| 15. April | Fritz Haarmann                            | deutscher Serienmörder                                               | 45    |       |
| 15. April | Willem Henri Julius                       | niederländischer Physiker                                            | 64    |       |
| 15. April | Arthur Zapp                               | deutscher Schriftsteller                                             | 72    |       |
| 16. April | Günther Victor                            | Fürst von Schwarzburg-Sondershausen und Schwarzburg-Rudolstadt       | 72    |       |
| 16. April | Hedwig Hoffmann                           | deutsche Theaterschauspielerin                                       |       |       |
| 16. April | Robert Nichol                             | schottischer Politiker                                               |       |       |
| 16. April | Sigmund Freiherr von Uechtritz-Fuga       | ungarischer Gutsbesitzer und Politiker                               | 78    |       |
| 16. April | Rudolf Wackernagel                        | Schweizer Historiker                                                 | 69    |       |
| 17. April | Max Broemel                               | deutscher Nationalökonom und Politiker, MdR                          | 78    |       |
| 17. April | Domènec Sánchez i Deyà                    | katalanischer Violinist, Komponist und Musikpädagoge                 | 72    |       |
| 17. April | Jakob Stammler                            | Schweizer Kunsthistoriker und römisch-katholischer Bischof von Basel | 84    |       |
| 18. April | Rickman Godlee                            | britischer Chirurg und Pionier der Gehirnchirurgie                   | 76    |       |
| 19. April | Reginald Copleston                        | anglikanischer Bischof von Colombo und Kalkutta                      | 79    |       |
| 19. April | John Walter Smith                         | US-amerikanischer Politiker, Gouverneur von Maryland                 | 80    |       |
| 19. April | Oskar Witzel                              | deutscher Mediziner                                                  | 68    |       |
| 20. April | Anton Höfle                               | deutscher Gewerkschafter, MdR, Reichsminister                        | 42    |       |
| 20. April | Wilhelm Kiesewetter                       | österreichisch-tschechoslowakischer Politiker                        | 71    |       |
| 20. April | Herbert Lawford                           | britischer Tennisspieler                                             | 73    |       |
| 20. April | Alfred zu Löwenstein-Wertheim-Freudenberg | badischer Landtagsabgeordneter                                       | 69    |       |
| 20. April | Eric Tigerstedt                           | finnischer Erfinder                                                  | 37    |       |
| 21. April | Josef Fleischmann                         | österreichischer Zeichner und Lithograph                             | 57    |       |
| 21. April | Josef Furrer                              | Schweizer Politiker (KVP)                                            | 55    |       |
| 21. April | James Lansdowne Norton                    | englischer Motorraddesigner und -erfinder                            |       |       |
| 21. April | Karl Schering                             | deutscher Physiker                                                   | 70    |       |
| 22. April | André Caplet                              | französischer Komponist und Dirigent                                 | 46    |       |
| 22. April | Hubert Jacob Esser                        | deutscher Hochschullehrer und Politiker, MdR                         | 81    |       |
| 22. April | Roberto Emilio Goyeneche                  | argentinischer Bandleader, Tangopianist und -komponist               | 26    |       |
| 22. April | Franz-Emil Keller                         | deutscher Orgelbauer                                                 | 81    |       |
| 22. April | Max Kolbe                                 | deutscher Lehrer und Politiker, MdR                                  | 66    |       |
| 22. April | Karl Marti                                | Schweizer reformierter Theologe und Hochschullehrer                  | 69    |       |
| 23. April | Kurt Gottlob                              | österreichischer Chemiker                                            | 44    |       |
| 23. April | Armand Marseille                          | deutsch-russischer Puppenfabrikant                                   |       |       |
| 24. April | Louis Deschamps                           | französischer Politiker                                              | 46    |       |
| 24. April | Paul Lechler                              | Gründer des Deutschen Instituts für Ärztliche Mission                | 75    |       |
| 24. April | Heinrich Müller-Breslau                   | deutscher Bauingenieur und Hochschullehrer                           | 73    |       |
| 25. April | Ernst Büchner                             | deutscher Chemiker                                                   | 75    |       |
| 25. April | Mark A. Carleton                          | US-amerikanischer Biologe                                            | 59    |       |
| 25. April | Jakob Geiger                              | deutscher Politiker                                                  | 70    |       |
| 25. April | Oskar von Kirchner                        | deutscher Botaniker und Phytomediziner                               | 73    |       |
| 25. April | Richard zu Sayn-Wittgenstein-Berleburg    | Chef des Hauses Sayn-Wittgenstein-Berleburg                          | 42    |       |
| 25. April | George Stephănescu                        | rumänischer Komponist, Dirigent und Musikpädagoge                    | 71    |       |
| 25. April | John T. Watkins                           | US-amerikanischer Politiker                                          | 71    |       |
| 26. April | Emil Karl Blümml                          | österreichischer Volksliedforscher und Musikschriftsteller           | 43    |       |
| 26. April | Wassili Wassiljewitsch Starkow            | russischer Revolutionär                                              | 55    |       |
| 27. April | Hugo Krüss                                | deutscher Physiker und Präsident des Kirchenrates                    | 72    |       |
| 27. April | Gottfried Schulz                          | bessarabiendeutscher Großgrundbesitzer und Viehhändler               | 78    |       |
| 27. April | Simon Simon                               | Schweizer Topograf                                                   | 68    |       |
| 28. April | Richard Butler                            | australischer Politiker, Premierminister von South Australia         | 74    |       |
| 28. April | Eyre Crowe                                | britischer Diplomat                                                  | 60    |       |
| 28. April | Konrad Haenisch                           | deutscher Journalist und Politiker                                   | 49    |       |
| 29. April | Theodor Gartner                           | österreichischer Romanist                                            | 81    |       |
| 29. April | Albin Haller                              | französischer Chemiker                                               | 76    |       |
| 30. April | Hermann von Kotze                         | preußischer Generalleutnant                                          | 73    |       |
| 30. April | Marc-Eugène Richard                       | Schweizer Politiker und Jurist                                       | 81    |       |
|           | Jack Graham                               | englischer Fußballspieler                                            |       |       |
|           | Christo Jassenow                          | bulgarischer Dichter                                                 | 35    |       |

## Mai
| Tag     | Name                                          | Beruf, bekannt als                                                              | Alter | Beleg |
| ------- | --------------------------------------------- | ------------------------------------------------------------------------------- | ----- | ----- |
| 1. Mai  | Alexander Alexandrowitsch Drenteln            | russischer General                                                              | 57    |       |
| 1. Mai  | Kurt Küchler                                  | deutscher Journalist und Schriftsteller                                         | 42    |       |
| 1. Mai  | Marie Tůmová                                  | tschechoslowakische Lehrerin und Frauenrechtlerin                               | 58    |       |
| 1. Mai  | Arthur B. Williams                            | US-amerikanischer Politiker                                                     | 53    |       |
| 2. Mai  | Esperidion Guanco                             | philippinischer Politiker                                                       | 50    |       |
| 2. Mai  | Johann Palisa                                 | österreichischer Astronom                                                       | 76    |       |
| 2. Mai  | Antun Branko Šimić                            | kroatischer Schriftsteller                                                      | 26    |       |
| 2. Mai  | Jan Štursa                                    | tschechischer Bildhauer                                                         | 44    |       |
| 2. Mai  | Friedrich Wachenhusen                         | deutscher Landschaftsmaler, Zeichner und Radierer                               | 65    |       |
| 2. Mai  | William H. Wiley                              | US-amerikanischer Politiker                                                     | 82    |       |
| 3. Mai  | Clément Ader                                  | französischer Luftfahrtpionier und Erfinder                                     | 84    |       |
| 3. Mai  | Louis Delaporte                               | französischer Forscher                                                          | 83    |       |
| 3. Mai  | Oskar Freiwirth-Lützow                        | deutscher Maler des bürgerlichen Realismus                                      | 62    |       |
| 3. Mai  | Friedrich Wehrli                              | Schweizer Architekt                                                             | 67    |       |
| 4. Mai  | Giovanni Battista Grassi                      | italienischer Zoologe und Anatom                                                | 71    |       |
| 4. Mai  | Eugenia Maximilianowna von Leuchtenberg       | Tochter von Maximilian de Beauharnaisund Großfürstin Maria Nikolajewna Romanowa | 80    |       |
| 4. Mai  | Sophie Zahrtmann                              | dänische Krankenschwester, Diakonisse und Oberin                                | 83    |       |
| 5. Mai  | Paul Brockmüller                              | deutscher Maler, Illustrator und Werbegrafiker                                  | 61    |       |
| 5. Mai  | Walburga von Isacescu                         | österreichische Schwimmerin                                                     | 72    |       |
| 5. Mai  | Aenny Loewenstein                             | deutsche Malerin und Grafikerin                                                 | 54    |       |
| 5. Mai  | Otto Lohse                                    | deutscher Dirigent und Komponist                                                | 66    |       |
| 5. Mai  | Tomé José de Barros Queirós                   | portugiesischer Politiker                                                       | 53    |       |
| 5. Mai  | Maximilian Schönowsky von Schönwies           | österreichischer Offizier und Schriftsteller                                    | 57    |       |
| 6. Mai  | Bernhard Buttersack                           | deutscher Maler                                                                 | 67    |       |
| 6. Mai  | Josef Finger                                  | österreichischer Physiker und Mathematiker                                      | 84    |       |
| 6. Mai  | Hugo Liepmann                                 | deutscher Neurologe                                                             | 62    |       |
| 6. Mai  | Joseph Schlecht                               | deutscher Historiker                                                            | 68    |       |
| 7. Mai  | Ahmad ibn Sumait                              | arabisch-islamischer Gelehrter                                                  | 64    |       |
| 7. Mai  | William Hesketh Lever, 1. Viscount Leverhulme | britischer Chemieindusrieller                                                   | 73    |       |
| 7. Mai  | Rudolf Morf                                   | Schweizer Gewerkschafter und Politiker (SP)                                     | 86    |       |
| 7. Mai  | Teuvo Pakkala                                 | finnischer Schriftsteller                                                       | 63    |       |
| 7. Mai  | Auguste Pavie                                 | französischer Entdecker und Diplomat                                            | 77    |       |
| 7. Mai  | Boris Wiktorowitsch Sawinkow                  | russischer Politiker, Terrorist und Autor                                       | 46    |       |
| 7. Mai  | Frederik Doveton Sturdee                      | britischer Vizeadmiral                                                          | 65    |       |
| 8. Mai  | Todor Paniza                                  | bulgarischer Revolutionär und Terrorist                                         | 45    |       |
| 10. Mai | Alexandru Marghiloman                         | rumänischer Politiker und Ministerpräsident                                     | 70    |       |
| 10. Mai | William Ferguson Massey                       | Premierminister von Neuseeland                                                  | 69    |       |
| 10. Mai | Ferdinand Eduard von Stumm                    | deutscher Diplomat                                                              | 81    |       |
| 11. Mai | Carlo Emery                                   | italienischer Entomologe                                                        | 76    |       |
| 11. Mai | Leo von Littrow                               | österreichische Malerin                                                         | 69    |       |
| 12. Mai | Ferdinand Huttenlocher                        | deutscher Bildhauer                                                             | 68    |       |
| 12. Mai | Wilhelm Atanazy Kloske                        | deutsch-polnischer Weihbischof des Bistums Gnesen-Posen                         | 73    |       |
| 12. Mai | Amy Lowell                                    | amerikanische Dichterin                                                         | 51    |       |
| 12. Mai | Charles Mangin                                | französischer General im Ersten Weltkrieg                                       | 58    |       |
| 12. Mai | Arthur Napoleão                               | brasilianischer Pianist und Komponist                                           | 82    |       |
| 12. Mai | Emil Quandt                                   | deutscher Unternehmer in der Textilindustrie                                    | 76    |       |
| 13. Mai | Alfred Milner, 1. Viscount Milner             | Hoher Kommissar für Südafrika und Gouverneur der Kapkolonie                     | 71    |       |
| 13. Mai | William Charles Salmon                        | US-amerikanischer Politiker                                                     | 57    |       |
| 13. Mai | Carl Sievers                                  | deutscher Politiker, MdR                                                        | 58    |       |
| 13. Mai | Hermann von Somnitz                           | deutscher Verwaltungsbeamter und Rittergutsbesitzer                             | 67    |       |
| 14. Mai | H. Rider Haggard                              | britischer Schriftsteller                                                       | 68    |       |
| 14. Mai | Heinrich von Wagner                           | Oberbürgermeister von Ulm                                                       | 67    |       |
| 15. Mai | Nelson Appleton Miles                         | Kommandeur der United States Army                                               | 85    |       |
| 15. Mai | Hermann Feurich                               | deutscher Klavierbauer                                                          | 70    |       |
| 15. Mai | Paul Rieth                                    | deutscher Maler                                                                 | 53    |       |
| 16. Mai | Arthur Radcliffe Boswell                      | kanadischer Bürgermeister von Toronto                                           | 87    |       |
| 16. Mai | Carl Hartmann                                 | Landtagsabgeordneter Waldeck                                                    | 71    |       |
| 16. Mai | Franz Jostes                                  | deutscher Germanist und Sprachforscher                                          | 66    |       |
| 16. Mai | Maurice Maunoury                              | französischer Ingenieur und Politiker der Dritten Republik                      | 61    |       |
| 16. Mai | Selden P. Spencer                             | US-amerikanischer Politiker                                                     | 62    |       |
| 16. Mai | Ivan Žolger                                   | k.k. Minister und Diplomat des SKS-Staates                                      | 57    |       |
| 17. Mai | Theodor Krausbauer                            | deutscher Lehrer, Stadtschulrat und Schriftsteller                              | 68    |       |
| 18. Mai | August Frickenhaus                            | deutscher Klassischer Archäologe                                                | 42    |       |
| 18. Mai | Johann Karl Harries                           | deutscher Rechtsanwalt und Politiker                                            | 62    |       |
| 18. Mai | Paul Salvisberg                               | Schweizer Kunsthistoriker, Verleger und Autor                                   | 70    |       |
| 19. Mai | Viking Eggeling                               | schwedischer Dadaist und Experimentalfilmer                                     | 44    |       |
| 19. Mai | August Falschlunger                           | deutscher Fußballspieler                                                        | 42    |       |
| 19. Mai | Helma Heynsen-Jahn                            | deutsche Porträtmalerin                                                         | 50    |       |
| 19. Mai | Wilhelm Kestranek                             | österreichischer Industrieller                                                  | 61    |       |
| 20. Mai | Elias M. Ammons                               | US-amerikanischer Politiker                                                     | 64    |       |
| 20. Mai | Ernestine Edgcumbe                            | britische Adlige                                                                |       |       |
| 20. Mai | Anton von Halder                              | deutscher Verwaltungsjurist                                                     | 79    |       |
| 20. Mai | Joseph Howard                                 | maltesischer Premierminister                                                    |       |       |
| 20. Mai | Adolf Neumann-Hofer                           | deutscher Verleger und Politiker, MdR                                           | 58    |       |
| 20. Mai | George Ryerson                                | kanadischer Gründer der Canadian Red Cross Society                              | 70    |       |
| 20. Mai | Harry von Wright                              | preußischer Offizier, zuletzt Generalleutnant                                   | 65    |       |
| 21. Mai | Thomas Morland                                | britischer General                                                              | 59    |       |
| 21. Mai | Ueno Hidesaburō                               | japanischer Agrarwissenschaftler                                                | 54    |       |
| 22. Mai | John French, 1. Earl of Ypres                 | britischer Feldmarschall                                                        | 72    |       |
| 22. Mai | Wilhelm Fröhner                               | deutscher, in Paris tätiger Klassischer Archäologe                              | 90    |       |
| 23. Mai | Alfons Bilharz                                | deutscher Mediziner und Philosoph                                               | 89    |       |
| 23. Mai | Jan Hillebrand Wijsmuller                     | niederländischer Künstler                                                       | 70    |       |
| 24. Mai | Hans Rudi Erdt                                | deutscher Gebrauchsgrafiker                                                     | 42    |       |
| 24. Mai | Andreas Henze                                 | deutscher römisch-katholischer Priester und Meteorologe                         | 91    |       |
| 24. Mai | Fritz Herbert                                 | deutscher Konsumgenossenschafter und Gewerkschafter, MdR                        | 64    |       |
| 24. Mai | Georges de Montenach                          | Schweizer Autor und Politiker                                                   | 62    |       |
| 24. Mai | Adelma von Vay                                | österreichische Schriftstellerin und Spiritistin                                | 84    |       |
| 25. Mai | Charles à Court Repington                     | britischer Kriegsberichterstatter                                               | 67    |       |
| 25. Mai | Thomas Backens                                | deutscher Fotograf                                                              | 66    |       |
| 26. Mai | Eduard Bähler                                 | Schweizer reformierter Theologe und Kirchenhistoriker                           | 54    |       |
| 26. Mai | William F. Barrett                            | englischer Physiker                                                             | 81    |       |
| 27. Mai | Seyyit Abdülkadir                             | osmanischer Geistlicher und Politiker kurdischer Herkunft                       |       |       |
| 27. Mai | Conrad Brunkman                               | schwedischer Ruderer                                                            | 38    |       |
| 27. Mai | Nestor Dmytriw                                | ukrainischer griechisch-katholischer Priester, Autor und Übersetzer             |       |       |
| 27. Mai | Karl Gottlieb Hildebrandt                     | deutscher Physiker und Schuldirektor                                            | 67    |       |
| 27. Mai | Oskar Mulack                                  | deutscher Politiker, MdL                                                        | 66    |       |
| 27. Mai | John De Witt Warner                           | US-amerikanischer Jurist und Politiker                                          | 73    |       |
| 28. Mai | Arthur Gardiner Butler                        | britischer Ornithologe, Entomologe und Arachnologe                              | 80    |       |
| 28. Mai | João Pinheiro Chagas                          | portugiesischer Politiker                                                       | 61    |       |
| 29. Mai | John Mason Clarke                             | US-amerikanischer Paläontologe und Geologe                                      | 68    |       |
| 29. Mai | Otto von Ernst                                | deutscher Landschafts-, Jagd- und Stilllebenmaler                               | 71    |       |
| 29. Mai | Ben Tieber                                    | österreichischer Theaterdirektor                                                | 58    |       |
| 29. Mai | Witold Karlowitsch Zeraski                    | russischer Astronom                                                             | 76    |       |
| 30. Mai | Eduard Schmidt von Altenstadt                 | preußischer Generalmajor                                                        | 88    |       |
| 30. Mai | Karl von Böhlendorff-Kölpin                   | deutscher Rittergutsbesitzer und Politiker, MdR                                 | 69    |       |
| 30. Mai | Stefano Donaudy                               | italienischer Komponist                                                         | 46    |       |
| 30. Mai | Arthur Moeller van den Bruck                  | deutscher Kulturhistoriker und Schriftsteller                                   | 49    |       |
| 30. Mai | Arno Schröder                                 | deutscher Pfarrer und Prähistoriker                                             | 58    |       |
| 31. Mai | Albert Mosse                                  | deutscher Jurist und Rechtsberater der Meiji-Regierung in Japan                 | 78    |       |
| 31. Mai | Otto Regenbogen                               | deutscher Veterinärmediziner und Hochschullehrer                                | 70    |       |
| 31. Mai | Armando Spadini                               | italienischer Maler                                                             | 41    |       |
| Mai     | Geo Milew                                     | bulgarischer Schriftsteller, Vertreter des Expressionismus                      | 30    |       |
| Mai     | Willie Park Jr.                               | schottischer Berufsgolfer und Golfarchitekt                                     | 61    |       |
| Mai     | Lorenz Schwietz                               | Königlich Preußischer Scharfrichter                                             | 74    |       |

## Juni
| Tag      | Name                                     | Beruf, bekannt als                                                     | Alter | Beleg |
| -------- | ---------------------------------------- | ---------------------------------------------------------------------- | ----- | ----- |
| 1. Juni  | Johann Angeli                            | Wiener Gemeinderat                                                     | 65    |       |
| 1. Juni  | Helen Barnes                             | US-amerikanische Musical-Schauspielerin und Tänzerin                   | 29    |       |
| 1. Juni  | Sulaiman al-Bustani                      | osmanischer Staatsmann und Dichter christlichen Glaubens               | 69    |       |
| 1. Juni  | Wilhelm Dall                             | deutscher Verwaltungsbeamter                                           | 75    |       |
| 1. Juni  | Ernst Engeland                           | deutscher Politiker                                                    | 71    |       |
| 1. Juni  | Edward W. Hoch                           | US-amerikanischer Politiker                                            | 76    |       |
| 1. Juni  | Thomas Riley Marshall                    | 28. US-Vizepräsident                                                   | 71    |       |
| 1. Juni  | Heinrich Ernst Ziegler                   | deutscher Zoologe                                                      | 66    |       |
| 2. Juni  | James William Ellsworth                  | US-amerikanischer Industrieller, Kunstsammler und Mäzen                | 75    |       |
| 2. Juni  | Franz Hafferl                            | österreichischer Unternehmer                                           | 68    |       |
| 2. Juni  | Thomas Kurialacherry                     | indischer Geistlicher und Bischof                                      | 52    |       |
| 2. Juni  | Bernhard Reemtsma                        | deutscher Unternehmer                                                  | 67    |       |
| 3. Juni  | Karl Custodis                            | deutscher Jurist und Politiker (Zentrum), MdR                          | 80    |       |
| 3. Juni  | Camille Flammarion                       | französischer Astronom und Autor                                       | 83    |       |
| 4. Juni  | August Conrady                           | deutscher Sinologe                                                     | 61    |       |
| 4. Juni  | George Dima                              | rumänischer Komponist                                                  | 77    |       |
| 4. Juni  | Pierre Louÿs                             | französischer Lyriker und Schriftsteller                               | 54    |       |
| 4. Juni  | Margaret Murray Washington               | US-amerikanische Pädagogin, Dozentin und Aktivistin                    | 64    |       |
| 5. Juni  | Jenny Apolant                            | deutsche Frauenrechtlerin                                              | 51    |       |
| 5. Juni  | Jules Jacot-Guillarmod                   | Schweizer Arzt, Bergsteiger, Autor und Fotograf                        | 56    |       |
| 5. Juni  | Nelson G. Layton                         | US-amerikanischer Jurist und Politiker                                 | 72    |       |
| 5. Juni  | Anton Mecum                              | Oberbürgermeister von Gießen                                           | 68    |       |
| 5. Juni  | Thomas E. Winn                           | US-amerikanischer Politiker                                            | 86    |       |
| 6. Juni  | Ernst Osterrath                          | Landrat                                                                | 74    |       |
| 7. Juni  | Fredrik Rosing Bull                      | norwegischer Ingenieur                                                 | 42    |       |
| 7. Juni  | Bernhard Faber                           | österreichischer Bergmann und Fossiliensammler                         | 62    |       |
| 7. Juni  | Ludwig Foohs                             | deutscher Rentamtmann                                                  | 71    |       |
| 7. Juni  | Mansfield Merriman                       | US-amerikanischer Bauingenieur                                         | 77    |       |
| 9. Juni  | Locke Craig                              | Gouverneur von North Carolina                                          | 64    |       |
| 9. Juni  | David Edward Cronin                      | amerikanischer Maler                                                   | 85    |       |
| 11. Juni | Ivan Bojničić                            | Jurist und Archivist                                                   | 66    |       |
| 11. Juni | Peter Bohn                               | deutscher Musikwissenschaftler und Choralforscher                      | 91    |       |
| 11. Juni | Karl Egli                                | Schweizer Generalstabsoffizier                                         | 59    |       |
| 11. Juni | Edmund Fischer                           | deutscher Holzbildhauer, Redakteur und Politiker, MdR                  | 61    |       |
| 11. Juni | Christoph Mülleneisen senior             | deutscher Kinobetreiber und Filmproduzent                              | 59    |       |
| 11. Juni | Alois Winkler                            | österreichischer Politiker, Landeshauptmann von Salzburg               | 87    |       |
| 12. Juni | Gustave García                           | italienischer Opernsänger (Bariton) und Gesangslehrer                  | 88    |       |
| 12. Juni | Richard Kothe                            | deutscher Chemiker                                                     | 62    |       |
| 12. Juni | Alexander Maitland                       | US-amerikanischer Politiker                                            | 80    |       |
| 12. Juni | Walter Rheiner                           | deutscher Schriftsteller                                               | 30    |       |
| 12. Juni | Richard Teichmann                        | deutscher Schachmeister                                                | 56    |       |
| 13. Juni | Joseph Goldschmidt                       | deutscher Schuldirektor                                                | 82    |       |
| 13. Juni | Théophile Homolle                        | französischer Klassischer Archäologe                                   | 76    |       |
| 13. Juni | Henny Koch                               | deutsche Schriftstellerin                                              | 70    |       |
| 13. Juni | Balduin Lorentz                          | deutscher Gymnasiallehrer und Altphilologe                             | 68    |       |
| 13. Juni | Adolf Noreen                             | schwedischer Sprachwissenschaftler                                     | 71    |       |
| 13. Juni | Paul Teste                               | französischer Marineflieger                                            | 32    |       |
| 13. Juni | Richard Wagner                           | deutscher Politiker                                                    | 63    |       |
| 14. Juni | Hermann Cardauns                         | deutscher Historiker                                                   | 77    |       |
| 14. Juni | Meinrad Eugster                          | Schweizer Mönch                                                        | 76    |       |
| 14. Juni | Georg Richter                            | Oberbürgermeister von Frankfurt a. d. O. und Hirschberg i. Sachsen     | 72    |       |
| 15. Juni | Emanuel L. Philipp                       | US-amerikanischer Politiker                                            | 64    |       |
| 15. Juni | Charles Albert Waltner                   | französischer Kupferstecher und Radierer                               | 79    |       |
| 15. Juni | Wilhelm Wetlesen                         | norwegischer Maler und Illustrator                                     | 53    |       |
| 16. Juni | Lucie Cousturier                         | französische Malerin, Kunstkritikerin und Schriftstellerin             | 48    |       |
| 16. Juni | Chittaranjan Das                         | indischer Rechtsanwalt und Politiker der Unabhängigkeitsbewegung       | 54    |       |
| 16. Juni | Carla Ernst                              | österreichische Theaterschauspielerin                                  | 58    |       |
| 16. Juni | Emmett Hardy                             | US-amerikanischer Kornettist des frühen Jazz                           | 22    |       |
| 16. Juni | Hugo Hodrus                              | deutscher Verwaltungsjurist                                            | 49    |       |
| 16. Juni | Hermann Joseph Graf zu Stolberg-Stolberg | Gutsbesitzer, Unternehmer und Politiker                                | 71    |       |
| 16. Juni | Wilhelm Vielberth                        | deutscher römisch-katholischer Geistlicher                             | 47    |       |
| 17. Juni | Arthur Christopher Benson                | englischer Essayist, Dichter und Schriftsteller                        | 63    |       |
| 17. Juni | Benjamin Joseph Keiley                   | US-amerikanischer Bischof von Savannah                                 | 77    |       |
| 17. Juni | Adolf Pilar von Pilchau                  | livländischer Landmarschall und deutsch-baltischer Politiker           | 74    |       |
| 17. Juni | Anghel Saligny                           | rumänischer Eisenbahn- und Brückenbauer und Hochschullehrer            | 71    |       |
| 18. Juni | Mathilde in Bayern                       | Herzogin in Bayern aus dem Haus Wittelsbach                            | 81    |       |
| 18. Juni | William Brymner                          | schottisch-kanadischer Figuren- und Landschaftsmaler sowie Kunstpädoge | 69    |       |
| 18. Juni | Robert M. La Follette senior             | US-amerikanischer Politiker                                            | 70    |       |
| 20. Juni | Josef Breuer                             | österreichischer Arzt, Physiologe und Philosoph                        | 83    |       |
| 20. Juni | Marius Mestivier                         | französischer Automobilrennfahrer                                      | 29    |       |
| 20. Juni | Heinrich Pichler                         | österreichischer Politiker, Abgeordneter zum Nationalrat               | 76    |       |
| 20. Juni | Wilhelm Posse                            | Harfenist und Komponist                                                | 72    |       |
| 21. Juni | Ferdinand Haug                           | württembergischer Gymnasiallehrer und Altertumswissenschaftler         | 87    |       |
| 22. Juni | Paul Cazeneuve                           | kanadischer Schauspieler und Theaterleiter                             | 54    |       |
| 22. Juni | Felix Klein                              | deutscher Mathematiker                                                 | 76    |       |
| 22. Juni | Edwin F. Ladd                            | US-amerikanischer Politiker                                            | 65    |       |
| 22. Juni | Phineas C. Lounsbury                     | US-amerikanischer Gouverneur von Connecticut                           | 84    |       |
| 22. Juni | Joseph Partsch                           | deutscher Geograph und Hochschullrektor in Breslau                     | 73    |       |
| 23. Juni | Clemens Cassel                           | deutscher Mittelschullehrer, Heimatforscher und Chronist               | 75    |       |
| 23. Juni | Julius Haagn                             | österreichischer Politiker, Landtagsabgeordneter                       | 81    |       |
| 23. Juni | Hans Winderstein                         | deutscher Dirigent und Komponist                                       | 68    |       |
| 24. Juni | Max Wiese                                | deutscher Bildhauer und Hochschullehrer an der Zeichenakademie Hanau   | 78    |       |
| 25. Juni | Paul Eugen Haueisen                      | deutscher Architekt                                                    | 80    |       |
| 25. Juni | Hans Müller-Dachau                       | deutscher Maler und Plakatkünstler                                     | 48    |       |
| 26. Juni | Ernesto Drangosch                        | argentinischer Pianist und Komponist                                   | 43    |       |
| 26. Juni | Johann Georg Max Schmidt                 | deutscher Jurist und Politiker                                         | 84    |       |
| 26. Juni | Otto Wilhelm Thomé                       | deutscher Botaniker und Illustrator                                    | 85    |       |
| 27. Juni | Deskaheh Levi General                    | Erbchief der Cayuga und Sprecher der Six Nations                       | 52    |       |
| 27. Juni | Emil Guggenheimer                        | deutscher Jurist und Großindustrieller                                 | 65    |       |
| 27. Juni | Jakab Kauser                             | ungarischer Stabhochspringer                                           | 47    |       |
| 27. Juni | Victor Röhrich                           | deutscher Historiker, Hochschullehrer und Politiker                    | 62    |       |
| 28. Juni | Hugo von Lerchenfeld-Köfering            | deutscher Diplomat und Politiker                                       | 81    |       |
| 28. Juni | Josef Peer                               | österreichischer Politiker, Landesverweser von Liechtenstein           | 61    |       |
| 28. Juni | Felix Wolff                              | deutscher Architekt und Denkmalpfleger                                 | 72    |       |
| 28. Juni | Julius Wortmann                          | deutscher Weinbauwissenschaftler                                       | 68    |       |
| 28. Juni | Eugen von Wulffen                        | preußischer Generalmajor                                               | 78    |       |
| 29. Juni | Menso Kamerlingh Onnes                   | niederländischer Maler                                                 | 65    |       |
| 29. Juni | Julie Laurberg                           | dänische Fotografin sowie Unternehmerin                                | 68    |       |
| 29. Juni | Christian Michelsen                      | norwegischer rechtsliberaler Politiker, Mitglied des Storting          | 68    |       |
| 29. Juni | Scheich Said                             | kurdischer Geistlicher und Führer                                      |       |       |
| 30. Juni | William Krause                           | deutscher Maler                                                        | 49    |       |
| 30. Juni | Max Stumpf                               | deutscher Arzt                                                         | 72    |       |
| 30. Juni | Rollin S. Woodruff                       | US-amerikanischer Politiker                                            | 70    |       |
| 30. Juni | Rafīq Bey al-ʿAzm                        | syrischer Historiker                                                   |       |       |